# لورنس كلارك
لورنس كلارك (بالإنجليزية: Laurence Clark)‏ هو رسام كارتون نيوزيلندي، ولد في 1949.